# Leviellus
Leviellus es un género de arañas araneomorfas de la familia Phonognathidae. Se encuentra en la zona paleártica.

## Lista de especies
Según The World Spider Catalog 12.0:
- Leviellus caspica (Simon, 1889)
- Leviellus inconveniens (O. Pickard-Cambridge, 1872)
- Leviellus kochi (Thorell, 1870)
- Leviellus thorelli (Ausserer, 1871)